# Bear-baiting

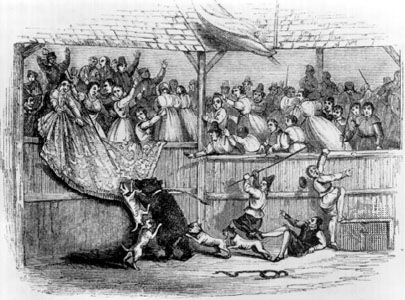
Bear-baiting in Inghilterra nel XVIII secolo.

Il bear-baiting o tormento dell'orso (termine inglese composto da bear che significa orso e da baiting, gerundio del verbo to bait, che significa utilizzare dei cani per far infuriare o spaventare un altro animale come ad esempio un orso o un toro) è lo spettacolo cruento di far combattere dei cani da caccia appositamente addestrati contro un orso incatenato al centro di un'arena.

## Inghilterra

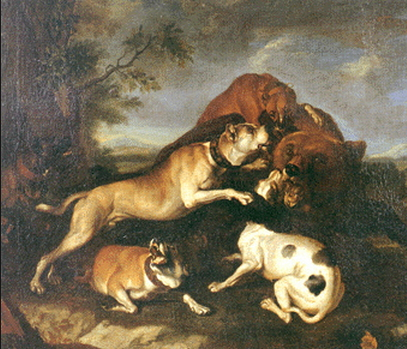
Dipinto del 1650 circa di Abraham Hondius che raffigura un combattimento di bear-baiting.

Fino al XIX secolo il bear-baiting rappresentò una forma di spettacolo molto in voga in Inghilterra.
A partire dal XVI secolo molti branchi di orsi venivano allevati per essere utilizzati nei bear-baiting che si tenevano in un'apposita arena, denominata appunto Beargarden, "giardino dell'orso", che nella sua forma più nota consisteva in un recinto circolare circondato da posti a sedere rialzati per gli spettatori. Un palo era fissato a terra verso un bordo dell'arena e l'orso vi veniva incatenato per una gamba o per il collo. Dei cani da caccia venivano sguinzagliati contro l'orso ed erano sostituiti quando si stancavano, rimanevano feriti o morivano. Per molto tempo il principale giardino dell'orso di Londra fu il Paris Garden a Southwark.
Enrico VIII d'Inghilterra ne era un appassionato al punto che fece costruire un'arena a Whitehall. Anche Elisabetta I d'Inghilterra era un'appassionata di questi spettacoli tanto che essi venivano regolarmente organizzati durante i suoi viaggi per il paese. Quando fu avanzata l'ipotesi di un disegno di legge che proibisse tali manifestazioni la domenica, la regina negò il consenso alla sua discussione in parlamento.
I primi tentativi di porre fine in Inghilterra a questa forma di spettacolo furono ad opera dei puritani ma con scarsi risultati. La morte di molti spettatori, provocata dal crollo di una gradinata del Paris Garden il 12 gennaio 1583, fu interpretata dai primi puritani come un segno della collera di Dio anche se non tanto per la crudeltà in se stessa quanto per il fatto che i bear-baiting si tenevano di domenica
Alcuni orsi avevano la sfortuna di avere una carriera lunga e sanguinosa tanto da diventare famosi: Sackerson fu uno di questi tanto da essere immortalato da Shakespeare ne Le allegre comari di Windsor.
Si dovette attendere il 1835 per giungere all'abolizione in parlamento del bear-baiting mediante la Legge contro la crudeltà verso gli animali del 1835 che ben presto fu estesa a tutto l'impero.

## Nord America
In California sul finire del XIX secolo gli orsi grizzly venivano utilizzati nel bear-baiting di solito messi di fronte a un toro de lidia. L'orso cercava di uccidere il toro colpendolo al cranio o ai lombi con le zampe ma così facendo esponeva fatalmente l'addome alle incornate. Era tale la mortalità degli orsi che nessuno più scommetteva a loro favore: fu così che i tori vennero sostituiti dai leoni con i quali davano vita a un combattimento più equilibrato.

## Altri usi
Oltre che con il significato di far infuriare o spaventare un orso aggredendolo con i cani, il termine bear-baiting (qui nel senso di adescamento dell'orso) viene anche utilizzato nella pratica di attirare un orso in un prefissato luogo per ucciderlo mediante del cibo che funge da esca (bait). Il cacciatore pone ogni giorno del cibo, ad esempio della carne cruda o dei dolci, in un determinato luogo fino a quando nota che questo non c'è più e che sono presenti le orme di un orso: a quel punto si apposta uccidendo l'orso che è tornato per mangiare il cibo. Tale tipo di caccia è legale in molti stati americani: le associazioni in difesa degli animali sono riusciti a farla vietare in 18 dei 27 stati in cui è permessa la caccia all'orso. Persiste in Alaska, Idaho, Maine, Michigan, Minnesota, Nuovo Hampshire, Utah, Wisconsin e Wyoming.